# Милица Стевановић
Милица Стевановић (Београд, 22. јануар 1933) српска је уметница и академик. Бави се ликовном есејистиком, проблемима опажања, процесима стваралаштва, као и посебно проблемима урбанистичког, односно амбијенталног обликовања.

## Биографија
Дипломирала је на Академији ликовних уметности (данас Факултет ликовних уметности) у Београду 1953. године, где је завршила и последипломске студије 1955. године. У Белгији је провела школску 1963/64. годину на специјалистичким студијама. На Академији, касније Факултету ликовних уметности, у Београду, радила је од 1968. до 1998. године, у звањима од асистента до редовног професора. Године 1978. радила на College of Art у Единбургу, у оквиру размене наставника.
Излаже слике и скулптуре/објекте од 1956. године. Имала је 15 самосталних и учествовала је на више групних изложби у земљи и иностранству. Самосталне изложбе је имала у Београду, Новом Саду, Нишу, Лесковцу, Сокобањи, Вараждину, Осјеку. Међу најзначајнијим групним изложбама на којима је учествовала су: Октобарски салон, Београдски тријенале југословенске уметности, Меморијал Надежде Петровић, Сарајевска југословенска документа, Панчевачачка изложба југословенске скулптуре, итд. Учествовала је и на многим изложбама Удружења ликовних уметника и наставника Факултета ликовних уметности у земљи и иностранству. Излагала је слике и скулптуре/објекте на Бијеналу у Сао Паолу.
Слике и објекти Милице Стевановић налазе се у збиркама Народног музеја, Музеја савремене уметности, Музеју града Београда, као и у бројним јавним и приватним колекцијама у земљи и иностранству. Преданим педагошким радом унапредила је и свој матични факултет. Члан је УЛУС-а и УЛПУДС-а.

## Награде и признања
Добитник је неколико награда, између осталих и Награде за сликарство 12. октобарског салона 1971. године, Откупних награда листа Политика Базар и Југоекспорта 1971. године, Награде листа Политика за сликарство из Фонда Владислава Рибникара 1972. године, Награде САНУ из Фонда  Иван Табаковић за остварења од изузетног значаја за развој ликовне мисли у нашој уметности 1994. године, Награде Удружења ликовних уметника Србије на Јесењој изложби 1996. године и Награде УЛУПУДС-а за животно дело 2004. године. Добила је награду за животно дело УЛУС.